# Andrea Ranocchia
Andrea Ranocchia (* 16. Februar 1988 in Assisi) ist ein ehemaliger italienischer Fußballspieler, der meist als Innenverteidiger auflief.

## Karriere

### Verein
Andrea Ranocchia begann seine Karriere in der Jugend von Perugia Calcio. Nach dessen Insolvenz wechselte er zur AC Arezzo. Er debütierte am 9. September 2006 für die Toskaner in der Serie B. In seiner ersten Saison bei Arezzo konnte er sich als Stammspieler etablieren, konnte den folgenden Abstieg in die Serie C1 jedoch nicht verhindern. In der darauffolgenden Spielzeit stieg der junge Abwehrspieler endgültig zum Leistungsträger und zu einem der wichtigsten Spieler der Mannschaft auf. Nachdem er mit Arezzo den sechsten Rang erreichte und den direkten Wiederaufstieg verpasste, transferierte er im Sommer 2008 zum CFC Genua in die Serie A. Ohne bei Genua je zum Einsatz gekommen zu sein, wechselte er im November 2008 auf Leihbasis zum Zweitligisten AS Bari. Bei den Apuliern konnte er sich schnell in die Stammformation spielen und schaffte zum Saisonende den Aufstieg in die Serie A. Zur Saison 2009/10 wurde das Leihgeschäft mit Genua um ein Jahr verlängert und Ranocchia bildete zusammen mit dem ein Jahr älteren Leonardo Bonucci ein starkes Innenverteidiger-Duo, bevor ihn eine Knieverletzung für den Rest der Saison außer Gefecht setzte.
Zur Saison 2010/11 kehrte Ranocchia nach Genua zurück, wo er Stammspieler war, bevor er im Januar 2011 einen bis 2015 datierten Vertrag bei Inter Mailand, das bereits einen Teil der Transferrechte an dem Verteidiger hielt, unterschrieb. Nachdem er bei Inter zunächst einige gute Leistungen erbracht hatte, versäumte er aufgrund diverser Verletzungen zahlreiche Spiele und fiel in ein Formtief. Erst in der Spielzeit 2012/13 konnte Ranocchia seine Leistungen wieder steigern und er wurde erneut regelmäßig in die italienische Nationalmannschaft einberufen, wenn auch meistens als Ergänzungsspieler.
Im Januar 2016 wechselte Ranocchia auf Leihbasis bis Saisonende zu Sampdoria Genua.
Im Januar 2017 wurde Ranocchia Hull City verliehen.
Zur Saison 2022/23 wurde Andrea Ranocchia fest von der AC Monza verpflichtet, er unterschrieb einen Vertrag bis Juni 2024. Am 21. August 2022 zog sich Ranocchia in Neapel (0:4) einen Wadenbeinbruch zu. Kurz darauf wurde der Vertrag mit Monza einvernehmlich aufgelöst.
Am 22. September 2022 kündigte Ranocchia seinen Abschied vom aktiven Fußball an.

### Nationalmannschaft
Andrea Ranocchia debütierte am 21. August 2007 in der Partie gegen Frankreich für die italienische U-21 Auswahl. Später bestritt er noch drei Partien für die italienische U-20 Nationalmannschaft und wurde ins italienische Team für die U-21-Europameisterschaft in Schweden berufen. Er absolvierte zwei Partien und scheiterte mit den Italienern im Halbfinal am späteren Turniersieger Deutschland. Am 17. November 2010 debütierte Ranocchia im Länderspiel gegen Rumänien in der italienischen Nationalmannschaft. Infolgedessen kam er bis November 2011 regelmäßig zum Einsatz für die Squadra Azzurra.
Der Verteidiger stand auch im vorläufigen Kader der italienischen Nationalmannschaft für die Europameisterschaft 2012, wurde dann aber wie acht andere Spieler von Nationaltrainer Cesare Prandelli aus dem italienischen EM-Kader gestrichen. Knapp ein Jahr nach der EM stand Ranocchia wieder für Italien im Kader und erstmals seit eineinhalb Jahren wieder auf dem Feld, als er am 31. Mai 2013 im Freundschaftsspiel gegen San Marino zum Einsatz kam. In der Folge gehörte Ranocchia wieder regelmäßig zum Aufgebot. Sein bisher letztes Länderspiel bestritt er am 29. März 2016 gegen Deutschland. Seitdem wurde er nicht mehr nominiert.

### Verdacht auf Spielmanipulation
Ranocchia wurde am 3. August 2012 im Zuge des italienischen Fußball-Wettskandals von der Staatsanwaltschaft in Bari verhört. Gemeinsam mit anderen früheren Spielern des AS Bari, für den Ranocchia von 2008 bis 2010 gespielt hatte, wurde er verdächtigt, Spiele der Saison 2009/10 (andere Medien berichten von Spielen der Saison 2008/09) manipuliert zu haben. Laut Gazzetta dello Sport habe Ranocchia aber als einziger Bari-Spieler ein Bestechungsgeld abgelehnt.

## Erfolge und Auszeichnungen
- Italienischer Pokalsieger: 2010/11, 2021/22
- Italienischer Meister: 2020/21
- Italienischer Supercupsieger: 2021
- Team des Jahres der Serie A: 2011